# Burn Gorman
Burn Hugh Winchester Gorman, född 1 september 1974 i Hollywood, Kalifornien, är en brittisk skådespelare och musiker. Gorman har bland annat medverkat i Torchwood (2006–2008), The Dark Knight Rises (2012), Game of Thrones (2013–2014), Pacific Rim (2013) och Crimson Peak (2015). 

## Filmografi (i urval)
- 1998 – Coronation Street (TV-serie)
- 2005 – Kommissarie Lynley (TV-serie)
- 2005 – Bleak House (TV-serie)
- 2006 – Ett fall för Dalziel & Pascoe (TV-serie)
- 2006–2008 – Torchwood (TV-serie)
- 2007 – Agatha Christie's Marple (TV-serie)
- 2007 – Eastenders (TV-serie)
- 2008 – The Oxford Murders
- 2011 – Från Lark Rise till Candleford (TV-serie)
- 2011 – The Hour (TV-serie)
- 2011 – Johnny English Reborn
- 2012 – The Dark Knight Rises
- 2013 – Jimi: All Is by My Side
- 2013 – Pacific Rim
- 2013–2014 – Game of Thrones (TV-serie)
- 2015 – Crimson Peak
- 2015 – Och så var de bara en (miniserie)
- 2017 – Jamestown (TV-serie)
- 2018 – Pacific Rim: Uprising
- 2019 – The Expanse (TV-serie)
- 2020 – Enola Holmes
- 2022 – Watcher